# Berengar (Verdun)
Berengar (lateinisch Berengerus, französisch Berénger, † 12. August nach 965) war Bischof von Verdun von 940 bis 959/962.

## Leben
Berengar war vornehmer sächsischer Herkunft und ein Verwandter von König Otto I. Von diesem wurde er zum Bischof von Verdun eingesetzt und 940 von Erzbischof Artold von Reims geweiht. Otto hatte in diesem Jahr auch seinen Bruder Heinrich kurzzeitig zum Herzog von Lothringen machen können.
947 nahm Bischof Berengar an der Synode von Verdun und im folgenden Jahr in Ingelheim teil. 952 gründete er das Benediktinerkloster Saint Vanne in Verdun, dessen Rechte er in diesem Jahr von König Otto I. und vier Jahre später von Papst Johannes XII. bestätigen ließ. Zwischen 959 und 962 wurde er von Wigfried als Bischof abgelöst. Berengar wurde allerdings noch in einer Urkunde von Papst Johannes XIII., der von 965 bis 972 amtierte, für das Kloster St Vanne als Bischof genannt, die auf 971 datiert ist. Er starb an einem 12. August.